# Eva (1948)
Eva is een Zweedse dramafilm uit 1948 onder regie van Gustaf Molander.

## Verhaal
De jonge matroos Bo komt thuis van de marine. Hij denkt terug aan de tijd dat hij twaalf jaar was en hij er met een blind vriendinnetje vandoor ging met een stoomlocomotief. De locomotief derailleerde en het meisje kwam daarbij om het leven. Hij maakt nu Eva het hof, maar hij wordt nog steeds geplaagd door schuldgevoelens.

## Rolverdeling
| Acteur          | Personage           |
| --------------- | ------------------- |
| Birger Malmsten | Bo                  |
| Eva Stiberg     | Eva                 |
| Eva Dahlbeck    | Susanne             |
| Åke Claesson    | Fredriksson         |
| Wanda Rothgardt | Mevrouw Fredriksson |
| Hilda Borgström | Maria               |
| Stig Olin       | Göran               |
| Inga Landgré    | Frida               |
| Olof Sandborg   | Berglund            |
| Carl Ström      | Johansson           |
| Sture Ericson   | Josef Friedel       |
| Lasse Sarri     | Bo (als kind)       |
| Anne Carlsson   | Marthe              |